# بردرن (میشیگان)
بردرن (به انگلیسی: Brethren) یک منطقهٔ مسکونی در ایالات متحده آمریکا است که در شهرستان منیستی، میشیگان واقع شده‌است. بردرن ۴۱۰ نفر جمعیت دارد و ۲۲۰٫۰۷ متر بالاتر از سطح دریا واقع شده‌است.